# Матушевський Борис Федорович
Борис Федорович Матушевський (1907, Боярка, Київська губ. — 1977, Київ) — український метеоролог. Середульший син громадського діяча, публіциста, літературознавця, критика, дипломата Федора Матушевського та лікарки й громадської діячки Віри Матушевської. Жертва сталінського терору.

## Життєпис
Народився 1907 року в Боярці Київської губернії був другою дитиною в родині Матушевських.
Мав двох братів — старшого Юрія (1905—1970-ті) та молодшого Василя (1909—1941).
У роки Першої світової війни 1914 року родина переїздить до Києва, оселившись на вулиці Столипінській (нині Олеся Гончара), 2.
Навчався в Першій українській гімназії ім. Т. Г. Шевченка (за радянської влади — 1-ша українська Трудова школа ім. Т. Шевченка), під час навчання в якій разом з іншими заснував патріотичну організацію «Запорізька Січ», до лав Січі належали брат Василь, Ірина Стешенко, Ярослав Стешенко та ін.
Вищу освіту одержав у Київському інституті народної освіти (1923—1929), навчався разом з Олександром Корнійчуком.
1925 року разом братом Василем, Юрком Бобирем, Г. Слободяником, П. Нечипайлом під керівництвом небожа Сергія Єфремова Миколи Павлушкова брав участь у підготовці законспірованої організації — Спілка Української молоді, до якої також належали Володимир Юркевич, Данило Кикоть, Олена Буртан.
1929 р. у справі вигаданої в надрах ОДПУ Української СРР міфічної «Спілки визволення України» ув'язнений на 5 років та відсидів у політичному ізоляторі в Ярославлі (разом з ним там були літературознавці Сергій Єфремов, Андрій Ніковський та інші діячі української науки і культури).
Після повернення за допомогою доброї знайомої своєї матері Ізидори Косач-Борисової отримав у Білій Церкві паспорт, виїхав з України й оселився в м. Хібіногорську (нині м. Кіровськ) Мурманської області, куди мати часто надсилає синові українську націоналістичну літературу, ноти, пісні, вирізки з українських газет. Через Бориса відбувається зв'язок із засланою на Соловки українською інтелігенцією, зокрема, через сина Віра Олександрівна передавала видання ВУАМЛІНу «Українська історія» для написання праці з історії Г. Голоскевичу. По кілька разів Борис приїздить до Києва, Ленінграда, Москви, у Крим — Феодосію (де живуть двоє його дядьків). У Хібіногорську працює на метеорологічній станції. Дружина навчається в Ленінграді в Хімічному технікумі.
1938 року був заарештований вдруге і засланий до Карелії. Звільнившись у 1940, в Україну він уже не повернувся: не було до кого.
У роки Другої світової війни був бійцем Червоної Армії. 1943 року клопотався звільненням з Мордовського трудового табору вкрай хворої матері, проте здійснити це не вдалося, мати померла в таборах.
Після війни закінчив у Москві технікум і працював на метеорологічній станції.
Помер у Києві від серцевого нападу 1977 року. На похороні Бориса Матушевського його друг, письменник Б. Антоненко-Давидович, що теж відбув по тюрмах і таборах свої 18 літ, виголосив:
|  | Пішов од нас останній свідомий нащадок одного з останніх родів старої чесної української інтелігенції, яка бажала добра і тільки добра любій своїй Батьківщині… Дорогий друже, хвала Богові — збулася мрія твоя: спочивати вічно в рідній українській землі. Хай же буде тобі легкою київська земля! |